# Aleurocystidiellum
Aleurocystidiellum là một chi nấm thuộc họ Stereaceae. Chi này phân bố rộng khắp và có hai loài, được miêu tả năm 1964.